# The Vapors
The Vapors fue un grupo de new wave y power pop de Inglaterra que existió entre 1979 y 1981.

## Carrera
La banda estaba compuesta por David Fenton, Howard Smith, Edward Bazalgette y Steve Smith. Sus inicios les conectan con el new Wave y el estilo Mod de grupos como The Jam, Secret Affair y The Jags. De hecho su mánager era el bajista de The Jam, Bruce Foxton. la canción con la que llegaron a la fama "Turning Japanese" fue producida por Vic Coppersmith-Heaven quien era el productor de The Jam. Dicha canción llegó al número tres en listas británicas y fue un éxito en otros lugares.
El grupo llegó a lanzar dos álbumes: New Clear Days (intencionalmente con referencia a la palabra "nuclear") y Magnets. El primero es un típico álbum new wave con algo de toques de índole social, referencias a la amenaza nuclear y temas de amor. En el segundo abordaron letras más oscuras con referencias psicóticas e incluso en la canción "Jimmie Jones" se refieren al líder de secta Jim Jones.
En 1981 alegando falta de soporte de la discográfica se separaron. Fenton explicaba en una entrevista posterior que su séptimo sencillo fue cancelado sin explicación.
Fenton es un asesor legal de la industria de la música, mientras que Bazalgette se ha convertido en director de televisión.

## "Turning Japanese"
"Turning Japanese" es su canción más conocida. En su letra el cantante hace un relato de amor. En los Estados Unidos se extendió el rumor que la canción se refería de manera eufemística a la masturbación. Dave Fenton alternativamente lo confirmaba o rechazaba dejando un margen de duda.